# Claremont (Le Cap)
Claremont est un faubourg de la banlieue sud de la ville du Cap en Afrique du Sud, située à près de 10 kilomètres du centre-ville. C'est une importante zone résidentielle et commerciale en pleine croissance économique.

## Localisation
Claremont est situé au nord de Kenilworth, à l'est des faubourgs de Bishopscourt et Newlands, au sud de Rondebosch et à l'ouest de la route à voie rapide M5 (Kromboom parkway). 

## Démographie
Selon le recensement de 2011, Claremont compte 17 198 résidents, principalement issus de la communauté blanche (64,08 %). Les noirs représentent 16,76 % des habitants tandis que les coloureds, population majoritaire au Cap, représentent 11,09 % des résidents
Les habitants sont à 83,41 % de langue maternelle anglaise, à 7,15 % de langue maternelle afrikaans et à 2,23 % de langue maternelle xhosa.

## Historique

### Origines agricoles
Avant l'arrivée des colons néerlandais en 1652, la friche de la péninsule du Cap était utilisée par les Khoïsan pour paître leur bétail. En 1657, les Hollandais qui s'étaient établis sur la rive de la baie de la Table commencèrent à édifier des fermes. Les plus méridionales de ces fermes se nommaient Louwvliet et Questenburg (aujourd'hui situées sur le domaine de Claremont et sur celui du faubourg voisin de Newlands).
La zone reste agricole pendant environ 150 ans. Plusieurs domaines fonciers voient le jour durant cette période : Veldhuyzen en 1676, Stellenberg en 1697, Weltevreden en 1730, Sans Souci en 1786, Le Vignoble en 1798. Ces domaines agricoles produisent céréales, raisins et parfois du vin.
Quand la colonie du Cap est reprise par les Britanniques au début du XIXe siècle, les nouveaux colons britanniques ainsi que des notables locaux rachètent plusieurs des domaines fonciers, les rebaptisent et en font des résidences de campagne. Weltevreden est ainsi subdivisée en 1822, une partie de l'ancien domaine agricole étant Claremont, un nom qui est plus tard utilisé pour désigner toute la zone. L'astronome britannique John Herschel s'installe notamment à Feldhausen (ancienne Veldhuyzen) où il vit de 1834 à 1838.
Un village commence à se développer et en 1840 il prend officiellement le nom de Claremont.

### Le village de Claremont (1840–1886)
Le village se développe durant les années 1840 et 1850. Des omnibus à chevaux assurent un service de transport public sur la route principale dès 1837, pour relier la ville du Cap, jusqu'à l'ouverture de la voie ferrée en 1864. L'ouverture du chemin de fer reliant Le Cap à Wynberg stimule la construction de lotissement et le développement économique. Le domaine Feldhausen est subdivisé en 1869-1870 tandis que John Charles Molteno, futur premier ministre de la colonie du Cap), s'installe à Claremont House (1863-1886).
En 1877, une nouvelle église congrégationaliste est construite sur la route principale puis en 1879 est édifié le Claremont Hall.
À partir de 1882, la zone située le long de Lansdowne Road à l'est de la ligne de chemin de fer est à son tour subdivisée et développée. Il y est créé une grande zone résidentielle connu de nos jours sous le nom de Harfield Village.

### Municipalité de Claremont (1886–1913)

Carte de Claremont

Carte détaillée

En 1886, Claremont et Newlands sont incorporées dans la nouvelle municipalité de Claremont.
Le développement résidentiel s'accélère à la suite de la subdivision des domaines de Claremont House, de Lansdowne ou encore de Milburn House. Une centrale électrique est construite et un service de tramway électrique est mis en service en 1897.
Claremont bénéficie encore du boom immobilier qui suit la seconde guerre des Boers et en 1903-1904, la plupart des rues se voient attribuées un nom, la plupart à partir de thématiques (des saints, des explorateurs, des comtés et des villes britanniques, des présidents américains et des hommes politiques britanniques).

### Faubourg de Claremont en banlieue du Cap (depuis 1913)
En 1913, Claremont et plusieurs municipalités voisines sont incorporées dans la municipalité du Cap (City of Greater Cape Town). 
Clarement connaît encore un accroissement de ses quartiers pavillonnaires et résidentiels dans les années 1920 et 30.
Dans les années 1960, l'application des lois d'apartheid, notamment du Group Areas Act obligent les résidents Coloureds à quitter Claremont, décrétée zone blanche. Claremont reste essentiellement résidentiel jusqu'au début des années 1970, décennie pendant laquelle les activités commerciales se développent à Claremont. Un important centre commercial, nommé Cavendish Square, ouvre en 1973 suivi de plusieurs autres centres commerciaux.
En 2000, Claremont intègre avec Le Cap la nouvelle municipalité du Cap au périmètre étendu à l'ensemble de la péninsule du Cap.

## Politique
Entre 1910 et 1994, Claremont a été à plusieurs reprises le nom d'une circonscription électorale dont les contours ont évolué en fonction du découpage électoral. Succédant à la circonscription de Newlands dans laquelle elle était intégrée, Claremont a constitué nominativement une circonscription électorale nationale de 1933 à 1953 puis de nouveau de 1977 à 1994. 
Élu en 1924 dans la circonscription de Newlands, Richard Stuttaford (parti sud-africain) devient le premier député élu de la nouvelle circonscription nominative de Claremont en 1933 et est réélu en 1938 sous l'étiquette du parti uni (UP). En 1943, Sidney Frank Waterson, député du sud de la péninsule de 1929 à 1938, reprend le siège pour l'UP et est réélu en 1948. En 1953, il est de nouveau réélu. La nouvelle législature procède à un redécoupage électoral qui supprime la circonscription nominative de Claremont pour former celle de Constantia où Waterson est réélu.
Un nouveau redécoupage électoral reconstitue, pour les élections générales sud-africaines de 1977 où Frederik van Zyl Slabbert, est élu député de Claremont (1977 à 1986). La circonscription est reprise par Jan van Eck en 1987 sous les couleurs du PFP qui est réélu en 1989 sous les couleurs du parti démocratique (DP). En 1992, Jan van Eck est l'un des 5 députés du DP à rallier le congrès national africain et à devenir l'un des premiers députés de l'ANC au parlement, bien que siégeant parmi les indépendants faute de pouvoir alors constituer un groupe parlementaire. En 1994, la suppression sur le plan national du scrutin uninominal majoritaire à un tour, remplacé par un mode de scrutin proportionnel plurinominal, entraine la disparition de la circonscription électorale de Claremont. 
Sur le plan local, depuis la refondation de la municipalité du Cap en 2000, Claremont est un bastion politique de l'Alliance démocratique (DA). Situé dans le 20e arrondissement (Sub-Council 20 également appelé Protea Sub-Council) du Cap, Clarement se partage entre 2 wards :  
- le ward 58 couvrant les secteurs à l'ouest de Kromboom Parkway et au sud de Alcoyne Road, Avenue De Mist, Belvedere Road et de Keurboom Road, à l'est de Palmyra Road, Stanhope Road, au sud de la ligne de chemin de fer, au nord de Bell Road, Peffers Street, Mc kinley Road et Doncaster Road, ainsi que les quartiers de Rondebosch (partiellement) et de Kenilworth (partiellement). Depuis 2016, le conseiller élu de ce ward est Sharon Cottle (DA)[2].
- le ward 59 couvrant les secteurs ouest de la ligne de chemin de fer, sud de Camp Ground Road, Protea Road et Paradise Road, est de Edinburgh Drive et nord de Bebington Avenue, Herschel Walk, Highwick Avenue, Main Road et Pine Road ainsi que les quartiers de Rondebosch (partiellement), Newlands(partiellement) et Kenilworth (partiellement). Le conseiller élu de ce ward est Ian Iversen (DA)[3].

## Lieux de culte
- Claremont Congregational Church
- Claremont Mosque
- St Saviour's Church (Anglican)
- St Matthew's Church (Anglican)
- Claremont Methodist Church
- Claremont Baptist Church
- Claremont Hebrew Congregation
- New Apostolic Church
- Old Apostolic Church
- Al-Jamiah Mosque
- Seventh Day Adventist Church
- St Ignatius Church (Catholique)

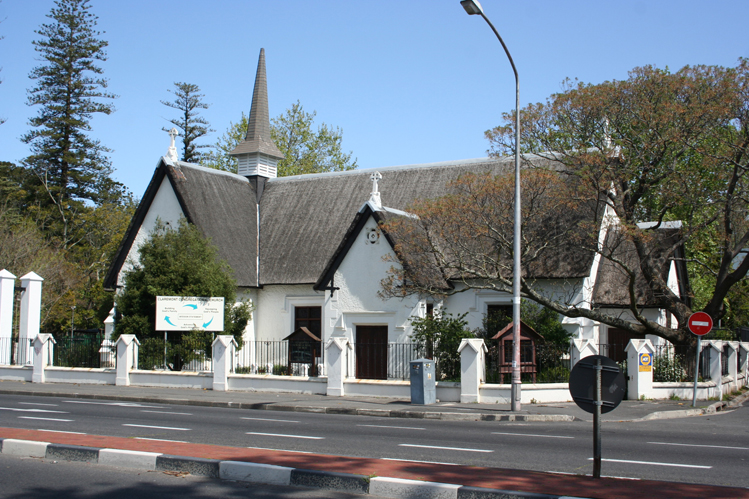
Claremont Congregational Church (1840)

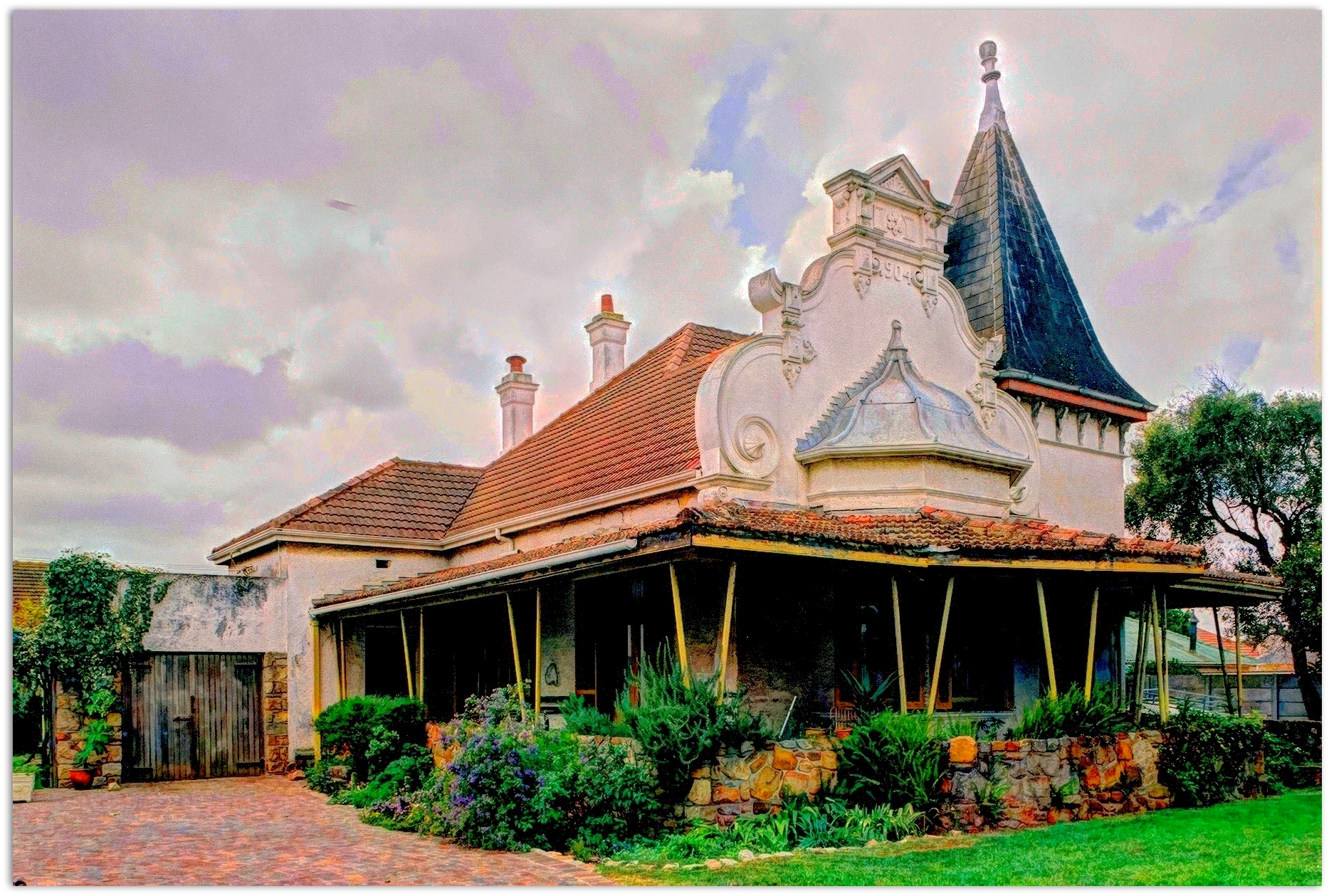
Architecture locale

- Claremont East Congregational Church
- Harvey Road Mosque
- Christ the King (Anglican)
- St Stephen's Church (Anglican)
- St Bernard's Church (Catholique romain)
- Christian Science Church
- Assembly of God
- Church of the Nazarene

## Écoles, collèges et lycées
- Grove Primary School
- Claremont Primary school[4]
- Western Province Primary School [5]
- Herschel Girls School
- Lady Buxton Children's Home
- Livingstone High School
- Rosmead Central Primary School
- Barkly House
- Batavia School
- Oasis Association
- Greenfields School
- Abbott's College[6]

## Édifices publics
- Claremont Post Office (1846)
- Claremont Town Hall (1879–1946)
- Claremont Library (1897)
- Arderne Gardens (1927)

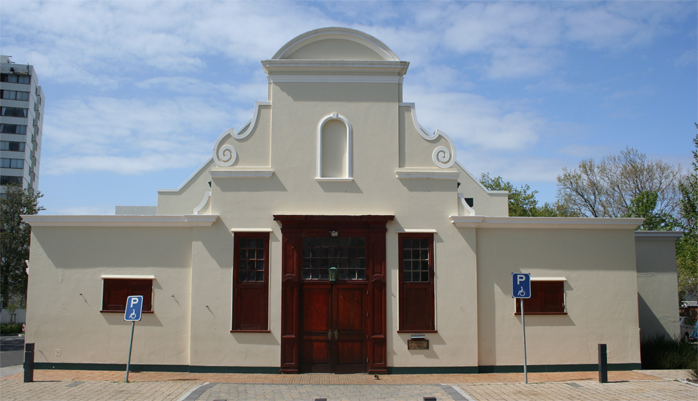
Claremont Civic Centre

- Clareinch Nurses' War Memorial Home (1934)
- Janet Bourhill Institute (1944)
- Clareinch Post Office (1936)
- Claremont Civic Centre (1960)